# بخش موناستیرشچینسکی
بخش موناستیرشچینسکی (به لاتین: Monastyrshchinsky District) یک منطقهٔ مسکونی در روسیه است که در استان اسمولنسک واقع شده‌است.